# مخطط البحث السريري
القائمة التالية مقّدمة كعرض موجز ودليل موضوعي للأبحاث السريرية:
الأبحاث السريرية هي جانب من جوانب الأبحاث الطبية الحيوية الذي يتناول تقييم الأدوية الصيدلانية والبيولوجية الجديدة، والأجهزة الطبية، واللقاحات لدى البشر.

## المواضيع العامة
- الأهمية السريرية [الإنجليزية] - استنتاج بأن التدخل له تأثير ذو معنى عملي للمرضى.
- اكتشاف الأدوية - تحديد المرشحات، والتخليق، والتوصيف، والفحص، والمقايسات لتحديد الفعالية العلاجية.
- تطوير الأدوية - عملية تمرير مادة كيميائية جديدة عبر المراحل اللازمة للسماح باختبارها في التجارب السريرية.
- التكنولوجيا الحيوية - التطبيق التكنولوجي الذي يستخدم الأنظمة البيولوجية والكائنات الحية لصنع أو تعديل المنتجات أو العمليات لاستخدامات محددة.
  - المستحضرات الصيدلانية الحيوية - دواء ينتج باستخدام التكنولوجيا الحيوية.
- تجربة سريرية - تجربة على البشر لتقييم سلامة وفعالية الأدوية
  - التجارب السريرية الأكاديمية [الإنجليزية] - التجارب السريرية التي تُجرى في المراكز الأكاديمية (مثل كليات الطب والمستشفيات الجامعية والجامعات).
  - وحدة التجارب السريرية [الإنجليزية] - وحدات بحث طبي حيوي مخصصة لإجراء التجارب السريرية.
- علم الأوبئة - دراسة العوامل المؤثرة على صحة السكان ومرضهم.
  - الأساليب الوبائية - التقنيات الإحصائية المستخدمة في علم الأوبئة.
- الطب القائم على الأدلة - تقييم جودة الأدلة ذات الصلة بمخاطر وفوائد العلاجات الطبية.
- علم الأدوية - دراسة التفاعلات التي تحدث بين الكائن الحي والأدوية التي تغير الوظيفة الكيميائية الحيوية الطبيعية.
  - علم الأدوية الحيوية - علم الأدوية للمستحضرات الصيدلانية الحيوية.
  - علم الأدوية السريري - الانضباط العلمي الذي يركز على التطوير والاستخدام الرشيد للأدوية في العلاج.
  - الحركية الدوائية - دراسة مصير الأدوية التي تُعطى للجسم.
    - التكافؤ الحيوي - التكافؤ البيولوجي لمستحضرين دوائيين لنفس الدواء.

  - الديناميكا الدوائية - دراسة التأثيرات الكيميائية الحيوية والفيزيولوجية للأدوية على الجسم.
  - القياسات الدوائية - علم تفسير ووصف علم الأدوية بطريقة كمية.
- اليقظة الدوائية - اكتشاف الآثار الضارة للأدوية وتقييمها وفهمها والوقاية منها، أو أي مشكلة أخرى تتعلق بالأدوية.

## مصطلحات الأدوية
- المادة الفعالة - المادة الموجودة في الدواء والتي لها نشاط صيدلاني
- دواء مصادق عليه - دواء حصل على موافقة التسويق من هيئة تنظيمية مثل إدارة الغذاء والدواء الأمريكية أو وكالة الأدوية الأوروبية.
- المادة المساعدة (السَّوَّاغ) - مادة غير فعالة تستخدم كحامل للمكونات الفعالة للدواء.
- منتج طبي - أي مادة أو مجموعة من المواد المستخدمة لعلاج أو الوقاية من الأمراض لدى البشر.
- استخدام من دون تصريح - ممارسة وصف دواء لدواعي استعمال لم يُعتمد الدواء لها.
- دواء يتيم - دواء يستخدم لعلاج حالة طبية نادرة أو مرض نادر.
- دواء وهمي - علاج صوري يُعطى لمجموعة التحكم في دراسة سريرية.
- دواء بوصفة طبية - دواء مرخص لا يمكن الحصول عليه إلا بوصفة طبية من الطبيب.
- العلاج القياسي [الإنجليزية] - دواء متاح حاليًا يستخدم في دراسة سريرية مقارنة بعلاج نشط.

## أنواع تصميم الدراسة
تصميم الدراسة السريرية
- تجربة عمياء
- تقرير الحالة
- سلسلة الحالات
- دراسة الحالة
- دراسة الحالات والشواهد
- مجموعات التجارب المقارنة
- دراسة التعرض
- دراسة مقطعية
- دراسة التقاطع
- مراحل التجارب السريرية
- دراسة طولية
- التقليل [الإنجليزية]
- تجربة متعددة المراكز [الإنجليزية]
- دراسة الحالة والشواهد المتداخلة [الإنجليزية]
- دراسة رصدية
- تجربة مفتوحة
- دراسات العلاج الوهمي
- دراسة التعرض المستقبلي [الإنجليزية]
- تجربة عشوائية محكومة
- دراسة الأتراب بأثر رجعي
- مرحلة التهيئة [الإنجليزية]
- تجربة البذر [الإنجليزية]
- تجربة اللقاح

## سرية وسلامة المشاركين في الدراسة
الأبحاث العلمية على البشر
- تفاعلات دوائية ضائرة
- حدث سلبي
- مجلس المنظمات الدولية للعلوم الطبية
- سرية البيانات في التجارب السريرية [الإنجليزية]
- لجنة مراقبة البيانات
- لجنة الأخلاقيات (الاتحاد الأوروبي) [الإنجليزية]
- يودرا فيجيلانس [الإنجليزية]
- معايير الإدراج والاستبعاد [الإنجليزية]
- حظر أبحاث القردة العليا [الإنجليزية]
- مجلس المراجعة المؤسسية
- ميدووتش [الإنجليزية]
- المراقبة في التجارب السريرية
- حدث سلبي خطير
- نظام مراقبة ردود الفعل السلبية المشتبه بها [الإنجليزية]

## إدارة الدراسات السريرية
- المراقبة السريرية
- نظام إدارة التجارب السريرية
- الممارسة السريرية الجيدة

### وثائق الأبحاث السريرية
- بروتوكول التجارب السريرية
- الموافقة المستنيرة
- كتيب المحقق [الإنجليزية]
- وثيقة مصدرية [الإنجليزية]
- إجراءات التشغيل القياسية

### موظفو الأبحاث السريرية
- محقق سريري [الإنجليزية]
- مشارك في البحث السريري
- منسق الأبحاث السريرية [الإنجليزية]

### منظمات البحوث التعاقدية
منظمة أبحاث العقود
- تطوير المنتجات الصيدلانية [الإنجليزية]
- فورتريا [الإنجليزية]
- باركسيل [الإنجليزية]
- إيكويفيا
- ويستات

## جمع البيانات وإدارتها
الحصول على البيانات السريرية
- نموذج تقرير الحالة [الإنجليزية]
- نظام إدارة البيانات السريرية [الإنجليزية]
- مستودع البيانات السريرية [الإنجليزية]
- نموذج توضيح البيانات [الإنجليزية]
- التقاط البيانات إلكترونيًا [الإنجليزية]
- الممارسة السليمة لنظام إدارة البيانات السريرية
- مذكرات المريض
- استبيان النتائج المبلغة من المريض
- إدخال البيانات عن بعد [الإنجليزية]

### قواميس ترميز المصطلحات الطبية
التصنيف الطبي
- مركز مراقبة أوبسالا
- كوستارت [الإنجليزية]
- ميددرا [الإنجليزية]
- التسمية المنهجية للطب [الإنجليزية] (SNOMED)
- هوارت
- معايير المصطلحات الشائعة للأحداث الضارة

### اتحاد معايير تبادل البيانات السريرية
اتحاد معايير تبادل البيانات السريرية
- نموذج جدولة بيانات الدراسة [الإنجليزية] ( SDTM )
- معيار تبادل البيانات غير السريرية [الإنجليزية] (SEND)
- مستودع بيانات التجارب السريرية [الإنجليزية] (JANUS)

## تحليل البيانات
تحليل التجارب السريرية
- الرقابة (التجارب السريرية) [الإنجليزية]
- حجم التأثير
- نقطة نهاية التجارب السريرية
- نسبة المخاطر
- التحليل التلوي
- العدد المطلوب للضرر
- العدد المطلوب للعلاج
- نسبة الأرجحية
- تحليل النية للعلاج
- تحليل ما بعد الحدث [الإنجليزية]
- المخاطر النسبية
- نسبة المخاطر إلى المنافع
- الحساسية والنوعية
- تحليل المجموعة الفرعية [الإنجليزية]
- التكافؤ الجوهري
- نقطة نهاية بديلة
- المراجعة المنهجية
- التأثير العلاجي

## تقرير النتائج
- الكتابة الطبية
- نشر التجارب السريرية [الإنجليزية]
- وثيقة فنية مشتركة [الإنجليزية]
- معايير موحدة لإعداد التقارير عن التجارب [الإنجليزية] (CONSORT)
- الوثيقة التقنية الإلكترونية المشتركة [الإنجليزية]
- بنود الإبلاغ المفضلة لعمليات المراجعة المنهجية والتحليل التلوي [الإنجليزية] (PRISMA)
- تعزيز الإبلاغ عن الدراسات الرصدية في علم الأوبئة [الإنجليزية] (STROBE)
- توصيات بشأن سلوك وإعداد التقارير وتحرير ونشر الأعمال العلمية في المجلات الطبية [الإنجليزية] (ICMJE)

## الدراسات السريرية البارزة
- دراسة الأطباء البريطانيين - قدمت في عام 1956 دليلًا إحصائيًا مقنعًا على أن تدخين التبغ يزيد من خطر الإصابة بسرطان الرئة.[1]
- دراسة فرامينغهام للقلب - دراسة قلبية وعائية مقرها في فرامنغهام، ماساتشوستس، بدأت في عام 1948 بمشاركة 5,209 شخصًا، وتضم الآن الجيل الثالث من المشاركين.[2]
- دراسة حماية القلب - أكبر دراسة للتحقيق في استخدام الستاتينات في الوقاية من أمراض القلب والأوعية الدموية.
- الدراسات الدولية حول بقاء مرضى الاحتشاء [الإنجليزية] - أربع تجارب معشاة ذات شواهد لعدة أدوية لعلاج الاشتباه في احتشاء عضلة القلب الحاد.
- دراسة تأثير الأملاح [الإنجليزية] - دراسة رصدية بارزة أظهرت ارتباطًا قويًا بين تناول الملح في النظام الغذائي وخطر الإصابة بأمراض القلب والأوعية الدموية.
- تجربة جوبيتر [الإنجليزية] - أول تجربة سريرية تثبت أن العلاج بالستاتينات قد يفيد المرضى الذين لديهم مستويات منخفضة إلى طبيعية من البروتين الدهني منخفض الكثافة (LDL) وليس لديهم تاريخ معروف للإصابة بأمراض القلب والأوعية الدموية.
- دراسة متعددة المراكز لمجموعات مرضى الإيدز [الإنجليزية] - دراسة أجريت على أكثر من 6000 رجل مصاب بفيروس نقص المناعة البشرية واستمرت لأكثر من 25 عامًا.
- دراسة الملاريا في سجن ستيتفيل [الإنجليزية] - دراسة خاضعة للرقابة حول تأثيرات الملاريا على نزلاء سجن ستيتفيل بالقرب من جولييت، إلينوي.
- دراسة توسكيجي حول مرض الزهري غير المعالج لدى الذكور الزنوج - دراسة سريرية أجريت بين عامي 1932 و1972 في توسكيجي، ألاباما، لدراسة التطور الطبيعي للمرض إذا ترك دون علاج.

## التشريعات واللوائح والتوجيهات

### الاتحاد الأوروبي
- توجيهات التجارب السريرية [الإنجليزية]
- توجيه 2001/83/ إي سي [الإنجليزية]
- توجيه الممارسات السريرية الجيدة [الإنجليزية]
- توجيه 65/65/اي اي سي [الإنجليزية]
- توجيه 93/41/اي اي سي [الإنجليزية]
- توجيه حماية البيانات [الإنجليزية]

### الولايات المتحدة
- قانون الغذاء والدواء ومواد التجميل (FFDCA) - تمنح إدارة الغذاء والدواء (FDA) السلطة للإشراف على سلامة الأغذية والأدوية ومستحضرات التجميل.
  - تعديل كيفوفر هاريس [الإنجليزية] - يلزم مصنعي الأدوية بتقديم دليل على فعالية وسلامة الأدوية قبل الموافقة عليها.
- قانون رسوم مستخدمي الأدوية الموصوفة [الإنجليزية] - يسمح لإدارة الغذاء والدواء (FDA) بتحصيل رسوم من مصنعي الأدوية لتمويل عملية الموافقة على الأدوية الجديدة.
- المادة الحادية والعشرون من قانون اللوائح الفيدرالية - قسم اللوائح الفيدرالية الذي يفسر وينفذ قواعد الأغذية والأدوية.
- المادة الحادية والعشرون من قانون اللوائح الفيدرالية الجزء 11 [الإنجليزية] - يحدد المعايير التي بموجبها تعتبر السجلات الإلكترونية والتوقيعات الإلكترونية جديرة بالثقة وموثوقة ومعادلة للسجلات الورقية.
- قانون نقل التأمين الصحي والمساءلة [الإنجليزية] (HIPAA) – يتناول العنوان الثاني من قانون HIPAA أمن وخصوصية البيانات الصحية، بما في ذلك البيانات التي تُجمع من الأشخاص في الأبحاث السريرية.

### آخرى
- إعلان هلسنكي (الأمم المتحدة)
- قانون الغذاء والدواء (كندا)
- المجلس الدولي لتنسيق المتطلبات التقنية للمستحضرات الصيدلانية للاستخدام البشري (الاتحاد الأوروبي واليابان والولايات المتحدة)

## الوكالات الحكومية
- اللجنة الأسترالية لتقييم الأدوية [الإنجليزية]
- الوكالة الأوروبية للأدوية
  - مجلس المنتجات الطبية ذات الاستخدام البشري
- الوكالة الفيدرالية للأدوية والمنتجات الصحية (بلجيكا)
- هيئة تنظيم الأدوية ومنتجات الرعاية الصحية (المملكة المتحدة)
- وزارة الصحة والعمل والرفاهية (اليابان)
- وكالة الأدوية النرويجية [الإنجليزية]
- إدارة الغذاء والدواء الحكومية [الإنجليزية] (الصين)
- الوكالة السويدية للمنتجات الطبية [الإنجليزية]
- مديرية المنتجات العلاجية (كندا)
- إدارة السلع العلاجية (أستراليا)

### إدارة الغذاء والدواء الأمريكية
إدارة الغذاء والدواء

#### الأقسام
- مفوض الغذاء والدواء [الإنجليزية] - بصفته رئيسًا لإدارة الغذاء والدواء، يقدم المفوض تقاريره إلى وزير الصحة والخدمات الإنسانية.
- مركز تقييم وبحوث المواد البيولوجية [الإنجليزية] - المسؤول عن مراجعة واعتماد المنتجات البيولوجية، بما في ذلك اللقاحات ومنتجات الدم والعلاج الجيني والاستنساخ البشري
- مركز الأجهزة والصحة الإشعاعية [الإنجليزية] - المسؤول عن مراجعة واعتماد الأجهزة الطبية وسلامة المعدات غير الطبية التي تنبعث منها أنواع معينة من الإشعاع
- مركز تقييم الأدوية والبحوث [الإنجليزية] - المسؤول عن مراجعة واعتماد جميع الأدوية
- مكتب الشؤون التنظيمية [الإنجليزية] - تنفيذ قوانين ولوائح إدارة الغذاء والدواء

#### برامج المراجعة والموافقة
- إعفاء الجهاز التحقيقي [الإنجليزية] - يسمح باستخدام جهاز تجريبي في دراسة سريرية من أجل جمع بيانات السلامة والفعالية
- دواء جديد قيد البحث - يسمح باستخدام دواء تجريبي في دراسة سريرية من أجل جمع بيانات السلامة والفعالية
- طلب دواء جديد [الإنجليزية] - تقديم طلب إلى إدارة الغذاء والدواء من قبل شركة أدوية لمراجعة دواء جديد والموافقة عليه
  - طلب مختصر للدواء الجديد [الإنجليزية] - تقديم طلب إلى إدارة الغذاء والدواء لمراجعة وموافقة الدواء العام
  - برنامج التطوير السريع لإدارة الغذاء والدواء [الإنجليزية] - تسمية تُمنح لطلب جديد للدواء من قِبل إدارة الغذاء والدواء الأمريكية (FDA) لتسريع مراجعة الأدوية الجديدة والموافقة عليها